# Рохлин, Виктор Иванович
Виктор Иванович Рохлин (1926, Ленинград, Советский Союз — 2014, Санкт-Петербург, Российская Федерация) — советский и российский юрист, старший советник юстиции, заслуженный юрист Российской Федерации, почётный работник прокуратуры Российской Федерации, доктор юридических наук, профессор, академик Международной Академии наук экологии и безопасности жизнедеятельности.

## Биография
Родился в семье служащих. В 1943 семнадцатилетним юношей ушёл добровольцем на фронт Великой Отечественной войны защищать Родину. Воевал в 17-й гвардейской стрелковой дивизии в качестве радиста батареи 26-го гвардейского артиллерийского полка. После тяжёлого ранения был демобилизован из рядов Красной армии. В 1950 закончил юридический факультет Ленинградского государственного университета. По окончании был направлен в прокуратуру Псковской области, где работал в должности народного следователя, прокурора района, начальника следственного отдела. В 1971 защитил кандидатскую диссертацию, в 1974 принят на должность старшего преподавателя кафедры тактики и методики расследования преступлений Института усовершенствования следственных работников органов прокуратуры и МВД. В 1979 присвоено ученое звание доцента, в 1993 — учёная степень доктора юридических наук, в 1994 присвоено учёное звание профессора. В 1992 создал и возглавил кафедру прокурорского надзора за следствием и дознанием (ныне прокурорского надзора и участия прокурора в рассмотрении уголовных, гражданских и арбитражных дел). С 2006 работал профессором кафедры теории и истории государства и права СПб УГПС МЧС РФ, сотрудничал с СПбУ МВД РФ, оставаясь профессором кафедры оперативно-разыскной деятельности до конца жизни.

### Звания
- старший советник юстиции.

## Публикации
За период научной деятельности издано более 200 работ, в том числе 5 учебников (по прокурорскому надзору, уголовному процессу и криминалистике), 36 учебных пособий, 9 монографий, 49 брошюр.
- Расследование приписок и других искажений государственной отчетности о выполнении планов. М., 1978;
- Расследование преступлений, связанных с ненадлежащим исполнением служебных обязанностей в сфере хозяйствования. Л., 1984;
- Расследование хищений социалистического имущества, совершаемых работниками гражданской авиации при исполнении служебных обязанностей. Л., 1990 (в соавт.).